# Leuwibudah
Leuwibudah is een bestuurslaag in het regentschap Tasikmalaya van de provincie West-Java, Indonesië. Leuwibudah telt 5862 inwoners (volkstelling 2010).